# Bussières (Loira)
Bussières és un municipi francès situat al departament del Loira i a la regió d'Alvèrnia-Roine-Alps. L'any 2007 tenia 1.467 habitants.

## Demografia

### Població
El 2007 la població de fet de Bussières era de 1.467 persones. Hi havia 588 famílies de les quals 192 eren unipersonals (92 homes vivint sols i 100 dones vivint soles), 176 parelles sense fills, 192 parelles amb fills i 28 famílies monoparentals amb fills.
La població ha evolucionat segons el següent gràfic:
Habitants censats

### Habitatges
El 2007 hi havia 780 habitatges, 595 eren l'habitatge principal de la família, 92 eren segones residències i 93 estaven desocupats. 670 eren cases i 109 eren apartaments. Dels 595 habitatges principals, 456 estaven ocupats pels seus propietaris, 134 estaven llogats i ocupats pels llogaters i 5 estaven cedits a títol gratuït; 23 tenien dues cambres, 110 en tenien tres, 216 en tenien quatre i 246 en tenien cinc o més. 379 habitatges disposaven pel capbaix d'una plaça de pàrquing. A 288 habitatges hi havia un automòbil i a 229 n'hi havia dos o més.

### Piràmide de població
La piràmide de població per edats i sexe el 2009 era:
| Homes | Edats   | Dones |
| ----- | ------- | ----- |
| 0     | 95 o +  | 8     |
| 4     | 90 a 94 | 12    |
| 8     | 85 a 89 | 36    |
| 12    | 80 a 84 | 28    |
| 52    | 75 a 79 | 68    |
| 40    | 70 a 74 | 32    |
| 40    | 65 a 69 | 56    |
| 32    | 60 a 64 | 44    |
| 24    | 55 a 59 | 36    |
| 52    | 50 a 54 | 36    |
| 60    | 45 a 49 | 40    |
| 36    | 40 a 44 | 44    |
| 36    | 35 a 39 | 24    |
| 40    | 30 a 34 | 44    |
| 24    | 25 a 29 | 32    |
| 12    | 20 a 24 | 24    |
| 28    | 15 a 19 | 40    |
| 28    | 10 a 14 | 40    |
| 56    | 5 a 9   | 44    |
| 32    | 0 a 4   | 20    |

## Economia
El 2007 la població en edat de treballar era de 814 persones, 582 eren actives i 232 eren inactives. De les 582 persones actives 540 estaven ocupades (304 homes i 236 dones) i 42 estaven aturades (9 homes i 33 dones). De les 232 persones inactives 104 estaven jubilades, 60 estaven estudiant i 68 estaven classificades com a «altres inactius».

### Ingressos
El 2009 a Bussières hi havia 615 unitats fiscals que integraven 1.467,5 persones, la mediana anual d'ingressos fiscals per persona era de 16.376 €.

### Activitats econòmiques
Dels 60 establiments que hi havia el 2007, 1 era d'una empresa extractiva, 2 d'empreses alimentàries, 9 d'empreses de fabricació d'altres productes industrials, 13 d'empreses de construcció, 12 d'empreses de comerç i reparació d'automòbils, 1 d'una empresa de transport, 1 d'una empresa d'hostatgeria i restauració, 2 d'empreses financeres, 8 d'empreses de serveis, 9 d'entitats de l'administració pública i 2 d'empreses classificades com a «altres activitats de serveis».
Dels 14 establiments de servei als particulars que hi havia el 2009, 1 era una oficina de correu, 1 una oficina bancària, 2 tallers de reparació d'automòbils i de material agrícola, 1 paleta, 1 guixaire pintor, 4 fusteries, 2 lampisteries, 1 electricista i 1 perruqueria.
Dels 7 establiments comercials que hi havia el 2009, 1 era una botiga de menys de 120 m², 2 fleques, 1 una carnisseria, 1 una llibreria i 2 floristeries.
L'any 2000 a Bussières hi havia 39 explotacions agrícoles que ocupaven un total de 806 hectàrees.

## Equipaments sanitaris i escolars
El 2009 hi havia 1 farmàcia i 1 ambulància.
El 2009 hi havia una escola elemental.

## Poblacions més properes
El següent diagrama mostra les poblacions més properes.